# ليونا سامسون
ليونا سامسون (بالإنجليزية: Leona D. Samson) هي أستاذة أبحاث جمعية السرطان الأمريكية للهندسة الحيوية في معهد ماساتشوستس للتكنولوجيا، حيث عملت مديرة لمركز علوم الصحة البيئية من 2001 إلى 2012.  قبل حصولها على الأستاذية من معهد ماساتشوستس للتكنولوجيا MIT حصلت على أستاذية من كلية هارفارد للصحة العامة. وهي في هيئة تحرير مجلة ترميم الدنا. تركز اهتماماتها البحثية على «طرق قياس القدرة على إصلاح الحمض النووي (DRC) في الخلايا البشرية» وهو بحث اعتبره المعهد الوطني للصحة NIH رائدًا في هذا المجال ومنحها بسببه جائزة رواد المعاهد الوطنية للصحة.

## تعليم وحياة مهنية
حصلت سامسون على درجة البكالوريوس في الكيمياء الحيوية من جامعة أبردين عام 1974.  ثم استمرت في إكمال درجة الدكتوراه في علم الأحياء الجزيئي من كلية لندن الجامعية عام 1978.  وهي حاصلة على منحتين أستاذيتين في معهد ماساتشوستس للتكنولوجيا، إحداهما أستاذة في أوكاس وهيلين ويتاكر والأخرى أستاذة أبحاث جمعية السرطان الأمريكية في قسم الهندسة الحيوية،  وهي أيضًا أستاذ مساعد في علم السموم في جامعة هارفارد. في عام 2001 أصبحت مديرة مركز علوم الصحة البيئية في معهد ماساتشوستس للتكنولوجيا، وتقود مختبرًا في MIT يُسمى "مجموعة سامسون"، وهو يركز على البحث في إصلاح الحمض النووي البشري والطرق التي يمكن من خلالها قياس قدرة إصلاح الحمض النووي، تم الاعتراف بمجهوداتها من قبل NIH عام 2009 عندما مُنحت جائزة رواد المعاهد الوطنية للصحة من مديري المعاهد الوطنية للصحة، وهي منحة ممولة لـدعم العلماء الأفراد ذوي الإبداع الاستثنائي الذين يصبحون روادًا وربما تحويل النهج إلى التحديات الرئيسية في البحوث الطبية الحيوية والسلوكية "،  منذ عام 2007 كانت عضوًا في الجمعية الأمريكية لتقدم العلوم "أكبر مجتمع علمي عام في العالم".

## مجال البحث
سامسون متخصصة في ترميم الدنا البشري،  وعلى وجه التحديد فإن هدف مختبرها هو «فهم علم الأحياء والكيمياء الحيوية وعلم الوراثة للعديد من مسارات إصلاح الحمض النووي التي تعمل على تلف الألكلة الحمض النووي.» ينطبق هذا على أبحاث سرطان الإنسان لأن عوامل الألكلة تستخدم على نطاق واسع في العلاج الكيميائي وعلاجات السرطان الأخرى، وهي تبحث عن «كيفية استجابة الخلايا حقيقية النواة لعوامل الألكلة»، وتُعد عوامل الألكلة هي الأدوية التي تعمل عن طريق استبدال الهيدروجين بمجموعة الألكيل والنتيجة النهائية هي تلف الحمض النووي.  تعمل عوامل الألكلة على تثبيط الاصطناع الحيوي للبروتينات وتلف الخلايا التي تنقسم بسرعة، ومن بينها الخلايا السرطانية التي تتأثر في المقام الأول لأنها تنقسم بسرعة كبيرة. وهي تقيس قدرة الخلايا على مقاومة السمية التي تسببها عوامل إتلاف الحمض النووي مثل عوامل الألكلة. 

## منشورات
تُعد معظم منشورات سامسون المعاصرة حول عوامل الألكلة على وجه الخصوص أو حول مسارات إصلاح الحمض النووي،  واحدة من أكثر المقالات التي استشهدت بها "الاستجابة العالمية للسكيراء الجعوية لعامل الألكلة" تقيس مستويات النسخ الجينية للخميرة وتُسمَّى " سكيراء الجعوية"،  مقال آخر استُشهدت به للغاية أيضًا حول السكيراء الجعوية نُشِر في عام 2000 بعنوان "الشبكات التنظيمية التي تم الكشف عنها من خلال التنميط النسخي لخلايا السكيراء الجعوية التالفة: Rpn4 Links Base Excision Repair with Proteasomes"، وُجدت هذه الورقة أن نسخ وإصلاح بعض الجينات في الخميرة ينظمه البروتين المرتبط بالبروتياز Rpn4، سامسون أيضًا محررة مساهمة في مجلة ترميم الدنا، وهي "مجلة علمية رائدة تنشر أبحاثًا حول الاستجابات الخلوية لتلف الحمض النووي".

## جوائز
- جائزة الباحث الأمريكي في جمعية السرطان (1985)
- جائزة أبحاث أعضاء هيئة التدريس في جمعية السرطان الأمريكية (1987)
- جائزة بوروز ويلكوم للعلم السموم (1993)
- جائزة AACR المرأة في أبحاث السرطان (2000)
- الجائزة السنوية لجمعية الطفرات البيئية للتميز البحثي (2001)
- أستاذ أبحاث جمعية السرطان الأمريكية (2001)
- عضو منتخب في معهد الطب (IOM) التابع للأكاديميات الوطنية للعلوم (NAS) (2003)
- انتخب رئيسًا لجمعية الطفرات البيئية (2004)
- زميل منتخب في الجمعية الأمريكية لتقدم العلوم (AAAS) (2007)
- جائزة رائد المخرج للمعاهد الوطنية للصحة (2009)
- جائزة الباحث الأول من مؤسسة إليسون الطبية (2012)
- زميل معهد رادكليف للدراسات المتقدمة (2014–15)

## حياة شخصية
تزوجت سامسون من ديفيد هانتر عميد الشؤون الأكاديمية وعميد كلية هارفارد للصحة العامة في 5 أغسطس 1989، وقد تبنوا ابنتهم كلير في عام 1994.

## روابط خارجية
- الصفحة الرئيسية لمعمل سامسون.
- ملف تعريف ليونا سامسون.